# Zijin Shan
Zijin Shan (chinesisch 紫金山 ‚Violetter Berg‘) ist ein 53 m hoher Hügel an der Ingrid-Christensen-Küste des ostantarktischen Prinzessin-Elisabeth-Lands. Er ragt südwestlich der Zhongshan-Station im Norden der Halbinsel Xiehe Bandao in den Larsemann Hills auf.
Chinesische Wissenschaftler benannten ihn 1989 im Zuge von Vermessungsarbeiten.